# Путешествие на «Ослепительном»
«Путешествие на „Ослепительном“» (англ. The Cruise of the Dazzler) — повесть американского писателя Джека Лондона, вышедшая в 1902 году.

## Сюжет
Повествует о путешествии сбежавшего из дома парня на корабле устричных пиратов «Ослепительный». Кроме этой повести устричные пираты фигурируют в других произведениях Лондона: рассказе «Набег на устричных пиратов» (1906) из сборника «Рассказы рыбацкого патруля» и автобиографическом очерке «Джон Ячменное Зерно» (1913).